# Centrala hidroelectrică de la Nahoreanî
Centrala hidroelectrică de la Nahoreanî (în ucraineană Дністровська ГЕС-2) este o hidrocentrală amplasată în cursul superior al fluviului Nistru, lângă localitatea Nahoreanî (raionul Mohîliv-Podilskîi) din regiunea Vinnița, Ucraina.
Capacitatea totală instalată a centralei este de 41 de megawați. Ca urmare a construcției hidrocentralei, a fost format un lac de acumulare (secundar) cu lungimea de 8 km, având scopul să asigure nivelul necesar de apă generatoarelor instalate. 
Hidrocentrala este amplasată vizavi de localitatea Naslavcea – punctul nordic extrem al Republicii Moldova.

## Vezi și
- Complexul hidroelectric de pe Nistru